# Парламентские выборы в Сиаме (1948)
Парламентские выборы 1948 года в Сиаме состоялись 29 января и проходили в соответствии с Конституцией 1946 года. Поскольку в стране в это время не было политических партий, все кандидаты выступали как независимые. В выборах приняло участие 2 117 464 избирателя (явка составила 29,5 %).